# Journal of Chromatography A
Journal of Chromatography A (abreviatura J. Chromatogr. A), és una important revista científica dedicada a la química analítica, publicada des del 1958 per l'editorial holandesa Elsevier. El seu factor d'impacte és 4,169 el 2014. Ocupa la 8ena posició de qualitat de revistes dedicades a la química analítica en el rànquing SCImago, i la 14ena en la categoria de química orgànica.
La Journal of Chromatography A proporciona un fòrum per a la publicació d'investigacions originals i revisions crítiques sobre tots els aspectes de la ciència de la separació fonamental i aplicada. L'abast de la revista inclou la cromatografia i tècniques afins, les tècniques d'electromigració com són l'electroforesi i l'electrocromatografia), tècniques de separació i detecció acoblades, preparació de mostres, i els mètodes de detecció, com ara espectrometria de masses. Les aportacions consisteixen principalment en treballs d'investigació relacionats amb la teoria dels mètodes de separació, desenvolupaments instrumentals i aplicacions analítiques i preparatives d'interès general.
Entre 1977 i 1994, la Journal of Chromatography A compartí el seu sistema de numeració de volums amb la Journal of Chromatography B: Ciències Biomèdiques i Aplicacions.